# Mothers (アルバム)
『mothers(mʌ́ðɚz、まざーず)』はロックバンド、My Hair is Badのメジャー2枚目、通算3枚目のフルアルバム。2017年11月22日にEMI Recordsから発売された。

## 解説
フルアルバムとしては、前作『woman's』から約1年ぶりのリリースとなる。アルバムから先行して、2017年9月6日に両A面のシングル『運命/幻』がリリースされており、シングルで発表された2曲と、新録の11曲が収録された。
初回盤と通常盤の2種類で発売され、初回盤は紙ジャケット、CDとDVDの2枚組仕様である。DVDには、ワンマンライブツアー「ハイパーホームランツアー」の2017年5月4日に行われた日比谷野外音楽堂での公演模様が収録される。初回生産盤にはタイプを問わず、2017年12月2日から開催される全国ツアー「ギャラクシーホームランツアー」の先行受付シリアルコードが封入された。
CDジャケットは黒い背景に、スカートを履いた女性を真下から撮影した画像が用いられている。これは一見すると十数の花が咲いている様子に誤認してしまうが、注視すると本来の様子を認識できるようにデザインされ、「オトコなら絶対に二度見する」というコンセプトを据えている。

## チャート成績
アルバムは初週に約3.2万枚を売り上げ、オリコン週間CDアルバムランキングで初登場2位を獲得した。前作『woman's』が5位を記録したのに対して、今作で過去最高位を更新した。

## 収録内容
| 全作詞・作曲: 椎木知仁。 |                      |          |            |      |
| #                        | タイトル             | 作詞     | 作曲・編曲 | 時間 |
| 1.                       | 「復讐」             | 椎木知仁 | 椎木知仁   | 2:44 |
| 2.                       | 「熱狂を終え」       | 椎木知仁 | 椎木知仁   | 3:37 |
| 3.                       | 「運命」             | 椎木知仁 | 椎木知仁   | 2:51 |
| 4.                       | 「関白宣言」         | 椎木知仁 | 椎木知仁   | 3:11 |
| 5.                       | 「いつか結婚しても」 | 椎木知仁 | 椎木知仁   | 4:07 |
| 6.                       | 「元彼女として」     | 椎木知仁 | 椎木知仁   | 2:07 |
| 7.                       | 「僕の事情」         | 椎木知仁 | 椎木知仁   | 0:22 |
| 8.                       | 「噂」               | 椎木知仁 | 椎木知仁   | 0:46 |
| 9.                       | 「燃える偉人たち」   | 椎木知仁 | 椎木知仁   | 3:40 |
| 10.                      | 「こっちみてきいて」 | 椎木知仁 | 椎木知仁   | 3:04 |
| 11.                      | 「永遠の夏休み」     | 椎木知仁 | 椎木知仁   | 4:06 |
| 12.                      | 「幻」               | 椎木知仁 | 椎木知仁   | 4:28 |
| 13.                      | 「シャトルに乗って」 | 椎木知仁 | 椎木知仁   | 5:00 |
| 合計時間:                | 合計時間:            | 40:03    |            |      |

| #   | タイトル                     | 作詞 | 作曲・編曲 |
| --- | ---------------------------- | ---- | ---------- |
| 1.  | 「告白」                     |      |            |
| 2.  | 「接吻とフレンド」           |      |            |
| 3.  | 「ドラマみたいだ」           |      |            |
| 4.  | 「マイハッピーウェデング」   |      |            |
| 5.  | 「アフターアワー」           |      |            |
| 6.  | 「革命はいつも」             |      |            |
| 7.  | 「クリサンセマム」           |      |            |
| 8.  | 「mendo_931」                |      |            |
| 9.  | 「ディアウェンディ」         |      |            |
| 10. | 「元彼氏として」             |      |            |
| 11. | 「ワーカーインザダークネス」 |      |            |
| 12. | 「真赤」                     |      |            |
| 13. | 「グッバイ・マイマリー」     |      |            |
| 14. | 「最愛の果て」               |      |            |
| 15. | 「悪い癖」                   |      |            |
| 16. | 「彼氏として」               |      |            |
| 17. | 「フロムナウオン」           |      |            |
| 18. | 「最近のこと」               |      |            |
| 19. | 「恋人ができたんだ」         |      |            |
| 20. | 「卒業」                     |      |            |
| 21. | 「優しさの行方」             |      |            |
| 22. | 「音楽家になりたくて」       |      |            |
| 23. | 「戦争を知らない大人たち」   |      |            |
| 24. | 「夏が過ぎてく」             |      |            |